# Saint-Laurent-d'Olt
Pour les articles homonymes, voir Saint-Laurent.
Saint-Laurent-d'Olt (Sant Laurenç d'Òlt en occitan rouergat) est une commune française du département de l'Aveyron, en région Occitanie.
Le patrimoine architectural de la commune comprend un immeuble protégé au titre des monuments historiques : l'église Notre-Dame, inscrite en 2008.

## Géographie

### Localisation
La commune est située dans l'est du département de l'Aveyron. Elle est limitrophe de la Lozère.

### Communes limitrophes
Les communes limitrophes sont  Banassac-Canilhac, Campagnac, Canilhac, La Capelle-Bonance, Pomayrols, Saint-Pierre-de-Nogaret et Trélans.
| Pomayrols          | Trélans (Lozère)    |                                  |
| La Capelle-Bonance | Saint-Laurent-d'Olt | Saint-Pierre-de-Nogaret (Lozère) |
|                    | Campagnac           | Banassac-Canilhac (Lozère)       |

### Géologie et relief
Le territoire de cette commune matérialise une fraction sud du Massif central. Il s'étend sur une partie du causse de Sévérac, de la vallée de la rivière Lot et des tout premiers contreforts du plateau de l'Aubrac. Au centre du triangle Rodez, Millau, Mende. Son bourg chef-lieu de la commune est niché sur un piton rocheux surplombant un méandre de la rivière Lot, à environ 584 m d'altitude. Cette moyenne vallée fait la transition entre le plateau granitique de l'Aubrac et les hauts plateaux calcaires des Grands Causses. Dans le but de préserver la biodiversité de sa faune et de sa flore, ce territoire préservé est aussi protégé par le réseau Natura 2000. La commune constitue également une fraction du parc naturel régional des Grands Causses.

### Hydrographie

#### Réseau hydrographique

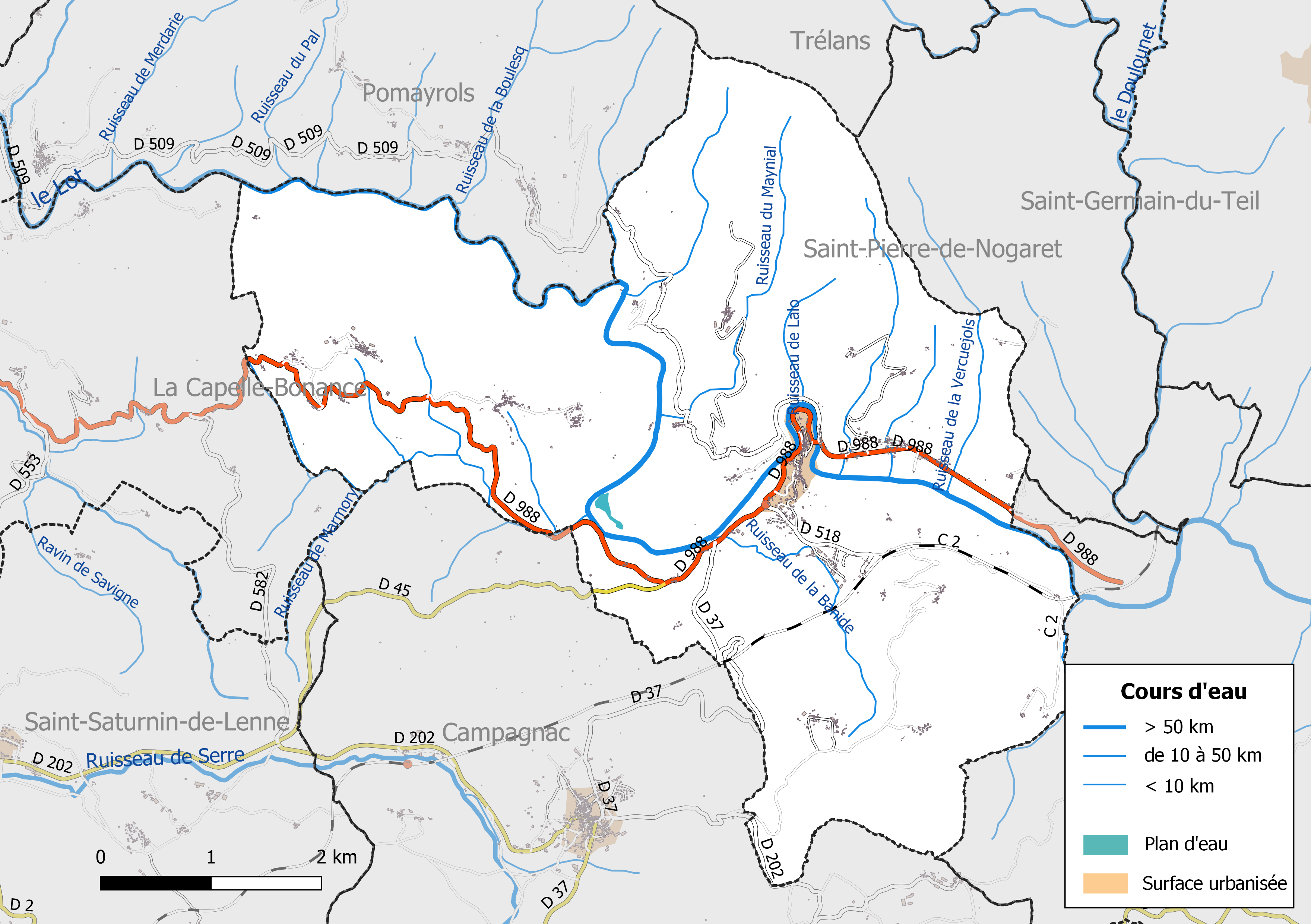
Réseaux hydrographique et routier de Saint-Laurent-d'Olt.

La commune est drainée par le Lot, le ruisseau de la Banide, le ruisseau de la Goutte, le ruisseau de Lalo, le ruisseau de la Vercuejols, le ruisseau de la Vigne, le ruisseau de l'Hermet, le ruisseau de Marmory, le ruisseau des Tuiles, le ruisseau du Maynial, par divers petits cours d'eau.
Le Lot prend sa source à 1272 m d’altitude sur la montagne du Goulet (nord du Mont Lozère), dans la commune de Cubières (48),  et se jette  dans la Garonne à Monheurt (47), après avoir parcouru 484 km et traversé 129 communes.

#### Gestion des cours d'eau
Afin d’atteindre le bon état des eaux imposé par la Directive-cadre sur l'eau du 23 octobre 2000, plusieurs outils de gestion intégrée s’articulent à différentes échelles pour définir et mettre en œuvre un programme d’actions de réhabilitation et de gestion des milieux aquatiques : le SDAGE (Schéma directeur d'aménagement et de gestion des eaux), à l’échelle du bassin hydrographique, et le SAGE (Schéma d'aménagement et de gestion des eaux), à l’échelle locale. Ce dernier fixe les objectifs généraux d’utilisation, de mise en valeur et de protection quantitative et qualitative des ressources en eau superficielle et souterraine. Trois SAGE sont mis en œuvre dans le département de l'Aveyron.
La commune fait partie du SAGE Lot amont, approuvé le 15 décembre 2015, au sein du SDAGE Adour-Garonne. Le périmètre de ce SAGE concerne le bassin d'alimentation du Lot depuis sa source jusqu'à Entraygues-sur-Truyère dans l'Aveyron, où il reçoit la Truyère en rive droite. Il couvre ainsi 91 communes, sur deux départements (Lozère et Aveyron) et 2 régions – une superficie de 2 616 km2 et 1 400 km de cours d'eau permanents auxquels s'ajoutent jusqu'à 576 km de cours d'eau temporaires,. Le pilotage et l’animation du SAGE sont assurés par le Syndicat mixte Lot-Dourdou (SMLD), qualifié de « structure porteuse ». Cet organisme a été créé le 1er janvier 2014 par rapprochement de trois syndicats de rivières et est constitué de quatorze communautés de communes.

### Climat
Pour des articles plus généraux, voir Climat de l'Occitanie et Climat de l'Aveyron.
En 2010, le climat de la commune est de type climat des marges montargnardes, selon une étude s'appuyant sur une série de données couvrant la période 1971-2000. En 2020, Météo-France publie une typologie des climats de la France métropolitaine dans laquelle la commune est exposée à un climat de montagne et est dans la région climatique Sud-est du Massif Central, caractérisée par une pluviométrie annuelle de 1 000 à 1 500 mm, minimale en été, maximale en automne.
Pour la période 1971-2000, la température annuelle moyenne est de 11,4 °C, avec une amplitude thermique annuelle de 16,3 °C. Le cumul annuel moyen de précipitations est de 1 088 mm, avec 10,6 jours de précipitations en janvier et 5,4 jours en juillet. Pour la période 1991-2020, la température moyenne annuelle observée sur la station météorologique la plus proche, située sur la commune de Saint Geniez d'Olt et d'Aubrac à 11 km à vol d'oiseau, est de 9,0 °C et le cumul annuel moyen de précipitations est de 1 456,2 mm,. Pour l'avenir, les paramètres climatiques de la commune estimés pour 2050 selon différents scénarios d'émission de gaz à effet de serre sont consultables sur un site dédié publié par Météo-France en novembre 2022.

### Milieux naturels et biodiversité

#### Espaces protégés
La protection réglementaire est le mode d’intervention le plus fort pour préserver des espaces naturels remarquables et leur biodiversité associée. 
Dans ce cadre, la commune fait partie d'un espace protégé, le Parc naturel régional des Grands Causses, créé en 1995 et d'une superficie de 327 937 ha, s'étend sur 97 communes. Ce territoire rural habité, reconnu au niveau national pour sa forte valeur patrimoniale et paysagère, s’organise autour d’un projet concerté de développement durable, fondé sur la protection et la valorisation de son patrimoine,,.

#### Sites Natura 2000

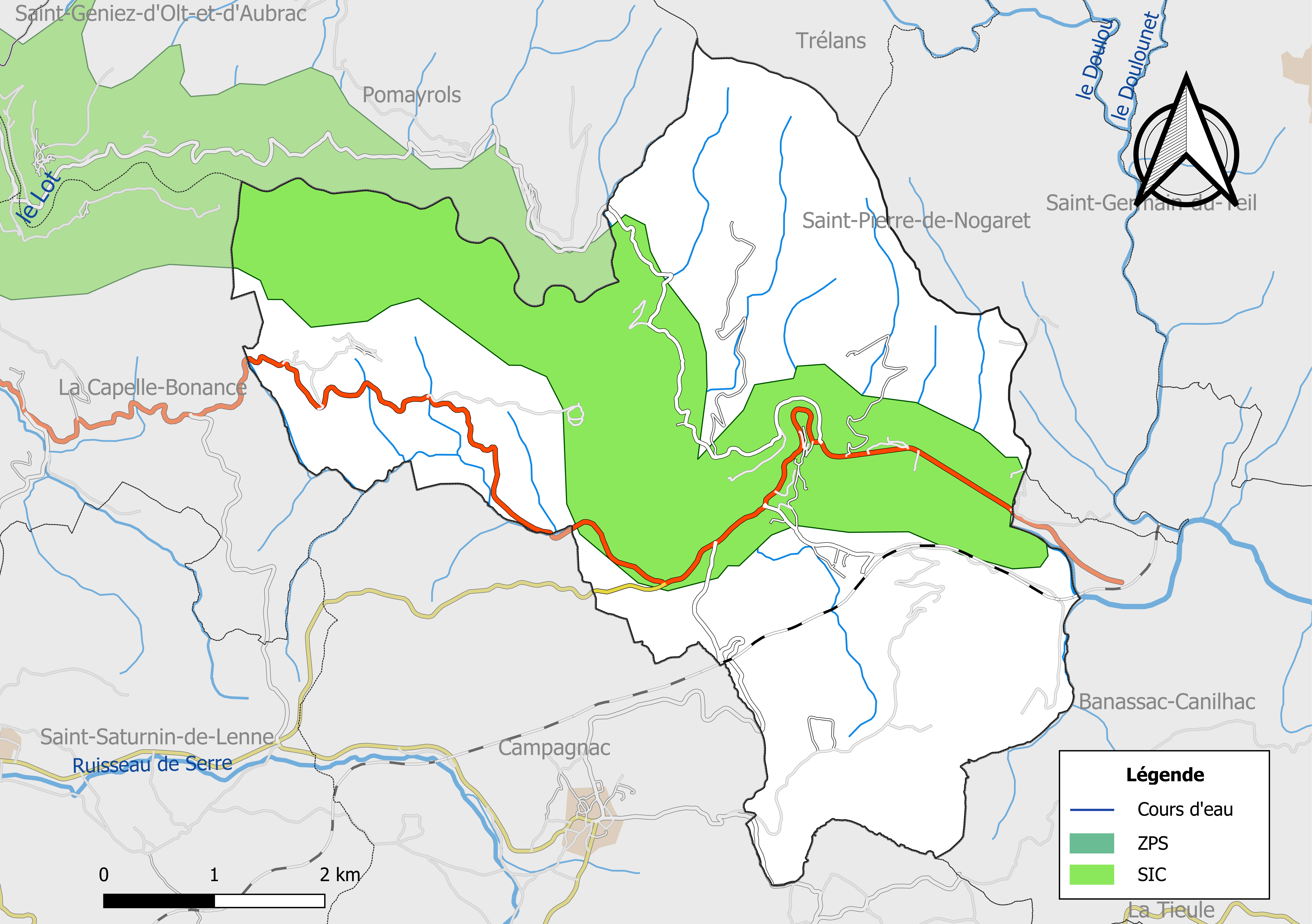
Sites Natura 2000 sur le territoire communal.

Le réseau Natura 2000 est un réseau écologique européen de sites naturels d’intérêt écologique élaboré à partir des Directives « Habitats » et « Oiseaux ». Ce réseau est constitué de Zones spéciales de conservation (ZSC) et de Zones de protection spéciale (ZPS). Dans les zones de ce réseau, les États Membres s'engagent à maintenir dans un état de conservation favorable les types d'habitats et d'espèces concernés, par le biais de mesures réglementaires, administratives ou contractuelles.
Un site Natura 2000 a été défini sur la commune au titre de la « directive Habitats » : 
- La « Haute vallée du Lot entre Espalion et Saint-Laurent-d'Olt et gorges de la Truyère, basse vallée du Lot et le Goul », d'une superficie de 5 653 ha, comprend une partie de la vallée du Lot ainsi que deux de ses affluents : la Truyère et le Goul. Le site est remarquable d'une part du fait de la présence de deux espèces d'intérêt communautaire, la Loutre d'Europe et le Chabot, et de plusieurs habitats aquatiques et forestiers d'intérêts communautaires qui se rapportent aux trois entités paysagères du site[20] ;

#### Zones naturelles d'intérêt écologique, faunistique et floristique
L’inventaire des zones naturelles d'intérêt écologique, faunistique et floristique (ZNIEFF) a pour objectif de réaliser une couverture des zones les plus intéressantes sur le plan écologique, essentiellement dans la perspective d’améliorer la connaissance du patrimoine naturel national et de fournir aux différents décideurs un outil d’aide à la prise en compte de l’environnement dans l’aménagement du territoire.
Le territoire communal de Saint-Laurent-d'Olt comprend une ZNIEFF de type 1,, 
la « Rivière Lot (partie Aveyron) » (2 552 ha), couvrant 33 communes dont 30 dans l'Aveyron, 2 dans le Cantal et 1 dans la Lozère
, et deux ZNIEFF de type 2, : 
- la « Vallée du Lot (partie Aveyron) » (19 239 ha), qui s'étend sur 47 communes dont 39 dans l'Aveyron, 5 dans le Cantal, 2 dans le Lot et 1 dans la Lozère[23] ;
- le « Versant occidental des monts d'Aubrac » (32 040 ha), couvrant 24 communes dont 17 dans l'Aveyron, 4 dans le Cantal et 3 dans la Lozère[24].

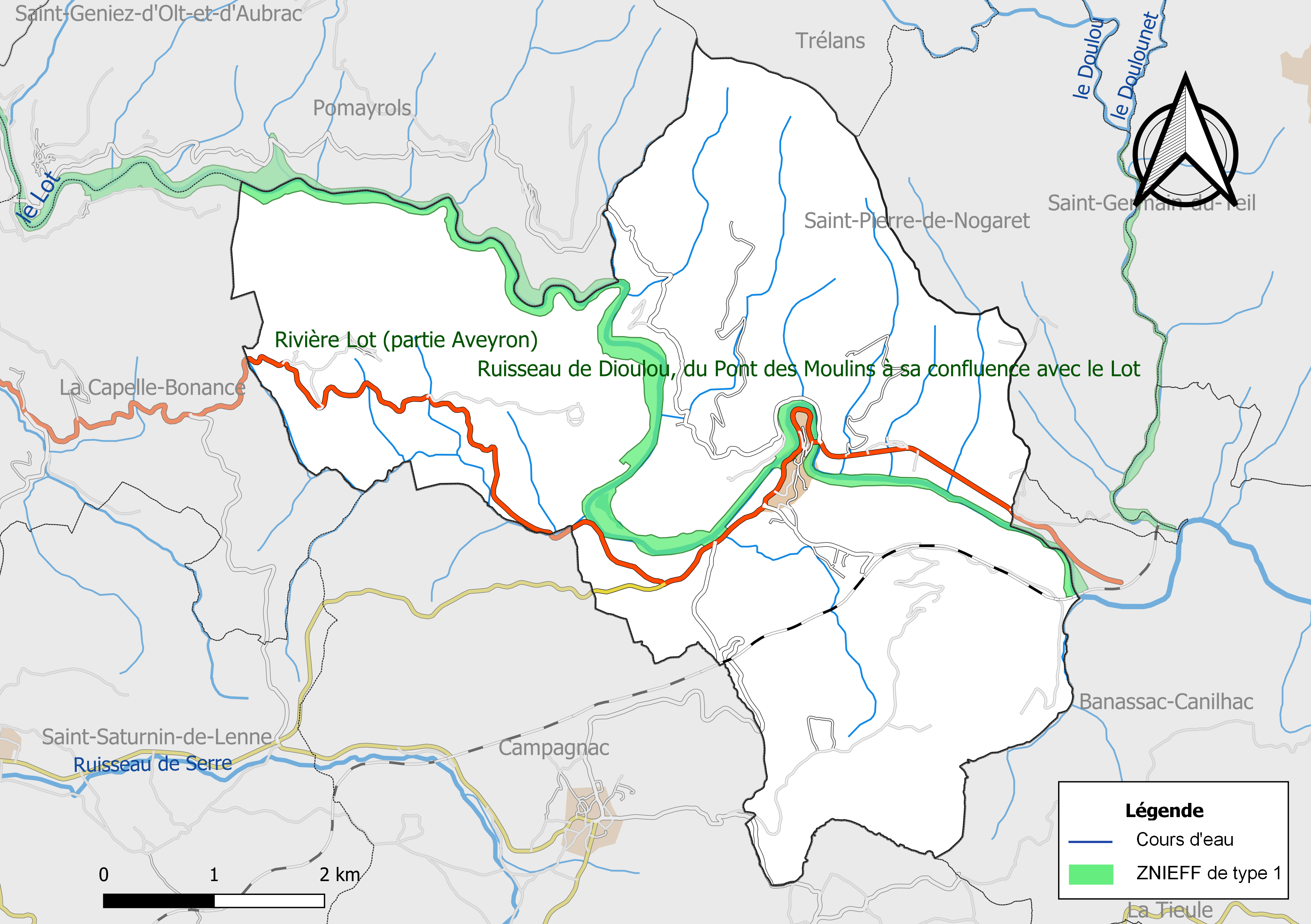
Carte de la ZNIEFF de type 1 de la commune.
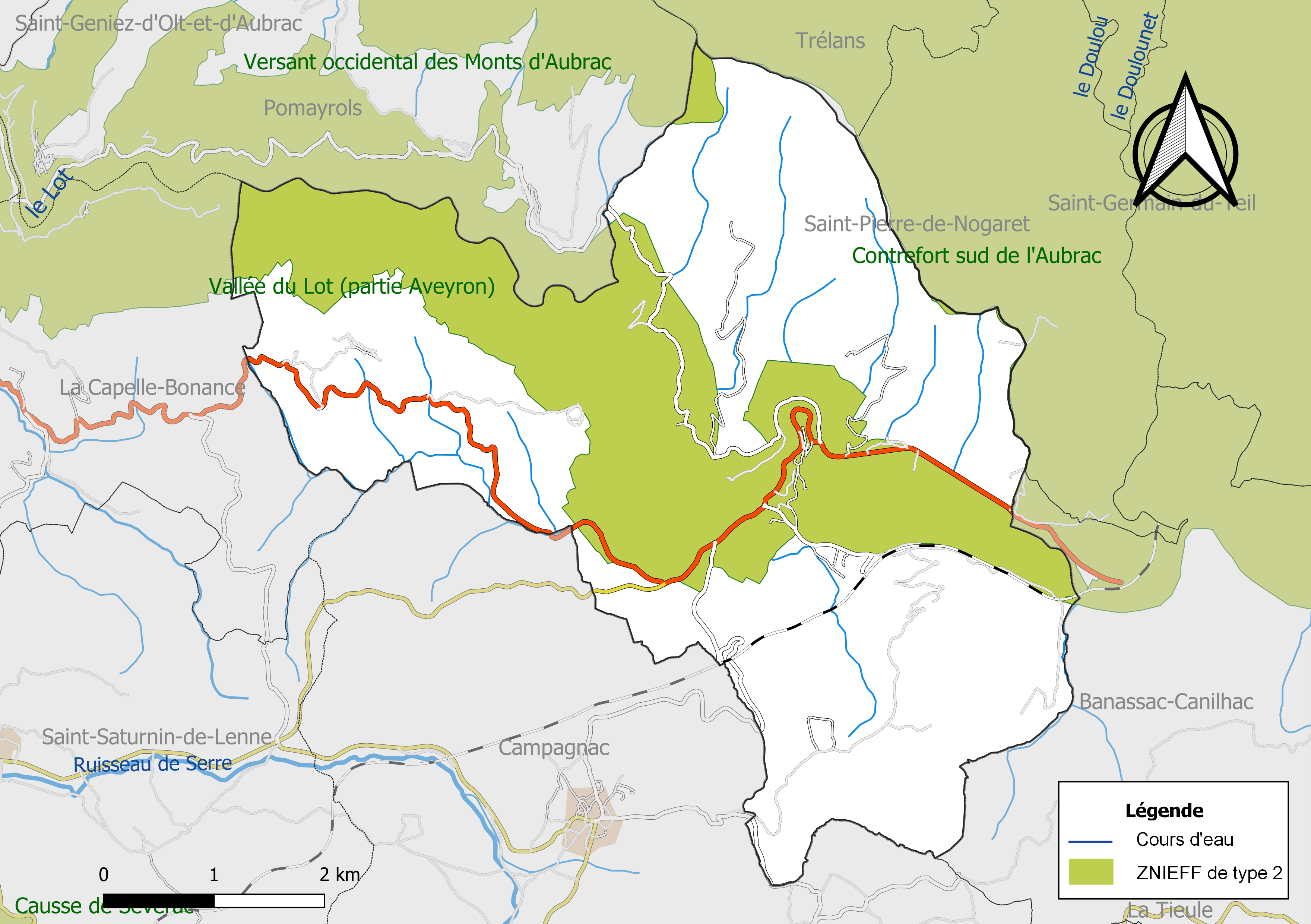
Carte des ZNIEFF de type 2 de la commune.

## Urbanisme

### Typologie
Au 1er janvier 2024, Saint-Laurent-d'Olt est catégorisée commune rurale à habitat très dispersé, selon la nouvelle grille communale de densité à sept niveaux définie par l'Insee en 2022.
Elle est située hors unité urbaine et hors attraction des villes,.

### Occupation des sols

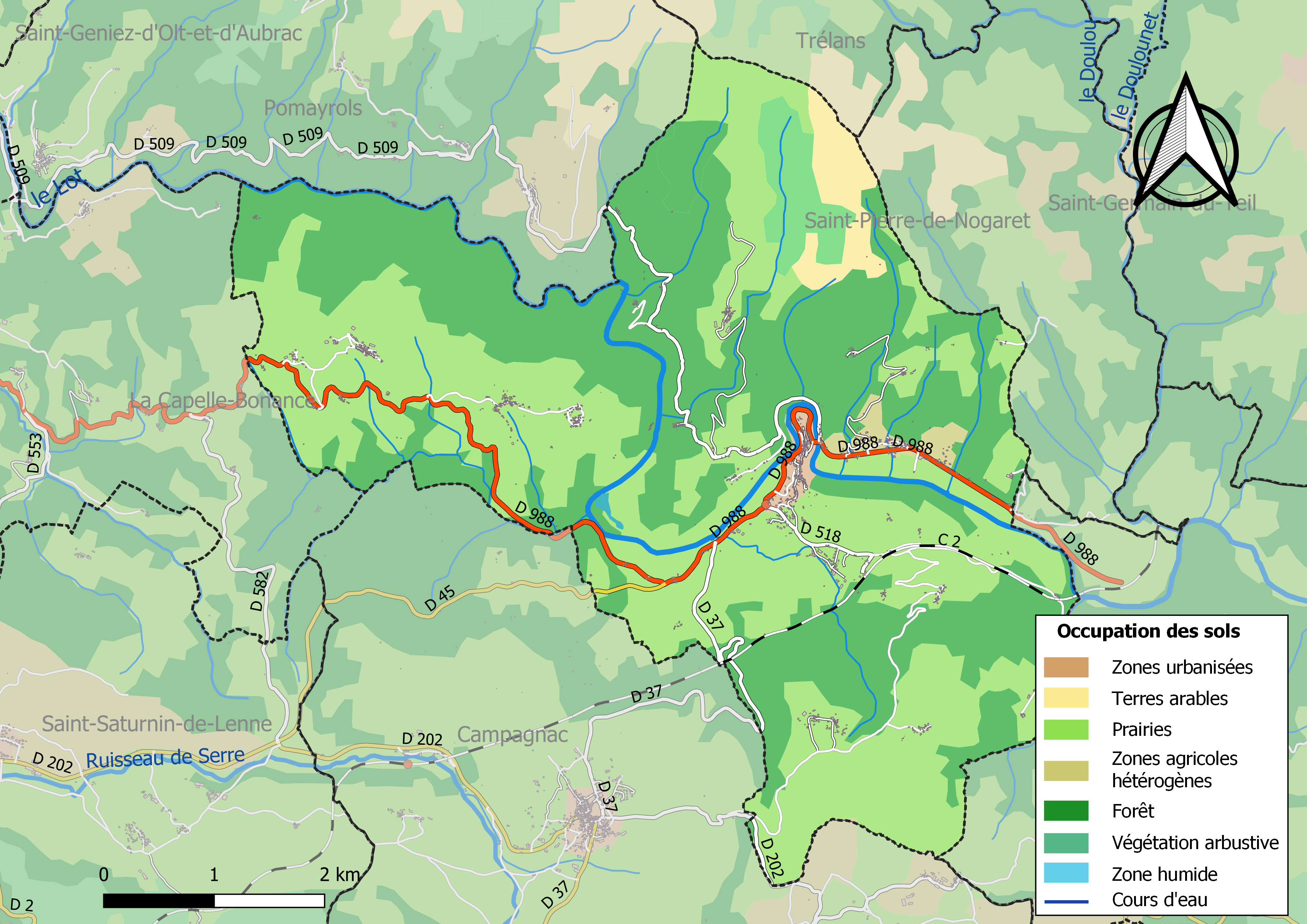
Infrastructures et occupation des sols de la commune de Saint-Laurent-d'Olt.

L'occupation des sols de la commune, telle qu'elle ressort de la base de données européenne d’occupation biophysique des sols Corine Land Cover (CLC), est marquée par l'importance des territoires agricoles (49,8 % en 2018), une proportion sensiblement équivalente à celle de 1990 (50 %). La répartition détaillée en 2018 est la suivante : 
forêts (46,3 %), prairies (45,7 %), terres arables (2,9 %), milieux à végétation arbustive et/ou herbacée (2 %), zones urbanisées (1,8 %), zones agricoles hétérogènes (1,2 %).

### Planification
La commune ne disposait pas en 2017 de document d'urbanisme opérationnel et le règlement national d'urbanisme s'appliquait donc pour la délivrance des permis de construire.

### Risques majeurs
Le territoire de la commune de Saint-Laurent-d'Olt est vulnérable à différents aléas naturels : inondations, climatiques (hiver exceptionnel ou canicule), feux de forêts et séisme (sismicité faible).
Il est également exposé à un risque technologique,  le transport de matières dangereuses, et à deux risques particuliers, les risques radon et minier,.

#### Risques naturels

Zones inondables de la commune de Saint-Laurent-d'Olt.

Certaines parties du territoire communal sont susceptibles d’être affectées par le risque d’inondation par débordement du Lot. Les dernières grandes crues historiques, ayant touché plusieurs parties du département, remontent aux 3 et 4 décembre 2003 (dans les bassins du Lot, de l'Aveyron, du Viaur et du Tarn) et au 28 novembre 2014 (bassins de la Sorgues et du Dourdou). Ce risque est pris en compte dans l'aménagement du territoire de la commune par le biais du Plan de prévention du risque inondation (PPRI) Lot amont 3, approuvé le 23 février 2011.
Le Plan départemental de protection des forêts contre les incendies découpe le département de l’Aveyron en sept « bassins de risque » et définit une sensibilité des communes à l’aléa feux de forêt (de faible à très forte). La commune est classée en sensibilité faible.
Les mouvements de terrains susceptibles de se produire sur la commune sont soit des mouvements liés au retrait-gonflement des argiles, soit des effondrements liés à des cavités souterraines.  Le phénomène de retrait-gonflement des argiles est la conséquence d'un changement d'humidité des sols argileux. Les argiles sont capables de fixer l'eau disponible mais aussi de la perdre en se rétractant en cas de sécheresse. Ce phénomène peut provoquer des dégâts très importants sur les constructions (fissures, déformations des ouvertures) pouvant rendre inhabitables certains locaux. La carte de zonage de cet aléa peut être consultée sur le site de l'observatoire national des risques naturels Géorisques. Une autre carte permet de prendre connaissance des cavités souterraines localisées sur la commune,.

#### Risques technologiques
Le risque de transport de matières dangereuses sur la commune est lié à sa traversée par une route à fort trafic et une ligne de chemin de fer. Un accident se produisant sur de telles infrastructures est en effet susceptible d’avoir des effets graves au bâti ou aux personnes jusqu’à 350 m, selon la nature du matériau transporté. Des dispositions d’urbanisme peuvent être préconisées en conséquence.

#### Risques particuliers
La commune est concernée par le risque minier, principalement lié à l’évolution des cavités souterraines laissées à l’abandon et sans entretien après l’exploitation des mines.
Dans plusieurs parties du territoire national, le radon, accumulé dans certains logements ou autres locaux, peut constituer une source significative d’exposition de la population aux rayonnements ionisants. Toutes les communes du département sont concernées par le risque radon à un niveau plus ou moins élevé. Selon le dossier départemental des risques majeurs du département établi en 2013, la commune de Saint-Laurent-d'Olt est classée à risque moyen à élevé. Un décret du 4 juin 2018 a modifié la terminologie du zonage définie dans le code de la santé publique et a été complété par un arrêté du 27 juin 2018 portant délimitation des zones à potentiel radon du territoire français. La commune est désormais en zone 3, à savoir zone à potentiel radon significatif.

## Politique et administration

### Découpage territorial
La commune de Saint-Laurent-d'Olt est membre de la communauté de communes Des Causses à l'Aubrac, un établissement public de coopération intercommunale (EPCI) à fiscalité propre créé le 1er janvier 2017 dont le siège est à Palmas d'Aveyron. Ce dernier est par ailleurs membre d'autres groupements intercommunaux.
Sur le plan administratif, elle est rattachée à l'arrondissement de Rodez, au département de l'Aveyron et à la région Occitanie. Sur le plan électoral, elle dépend du  canton de Tarn et Causses pour l'élection des conseillers départementaux, depuis le redécoupage cantonal de 2014 entré en vigueur en 2015, et de la troisième circonscription de l'Aveyron  pour les élections législatives, depuis le dernier découpage électoral de 2010.

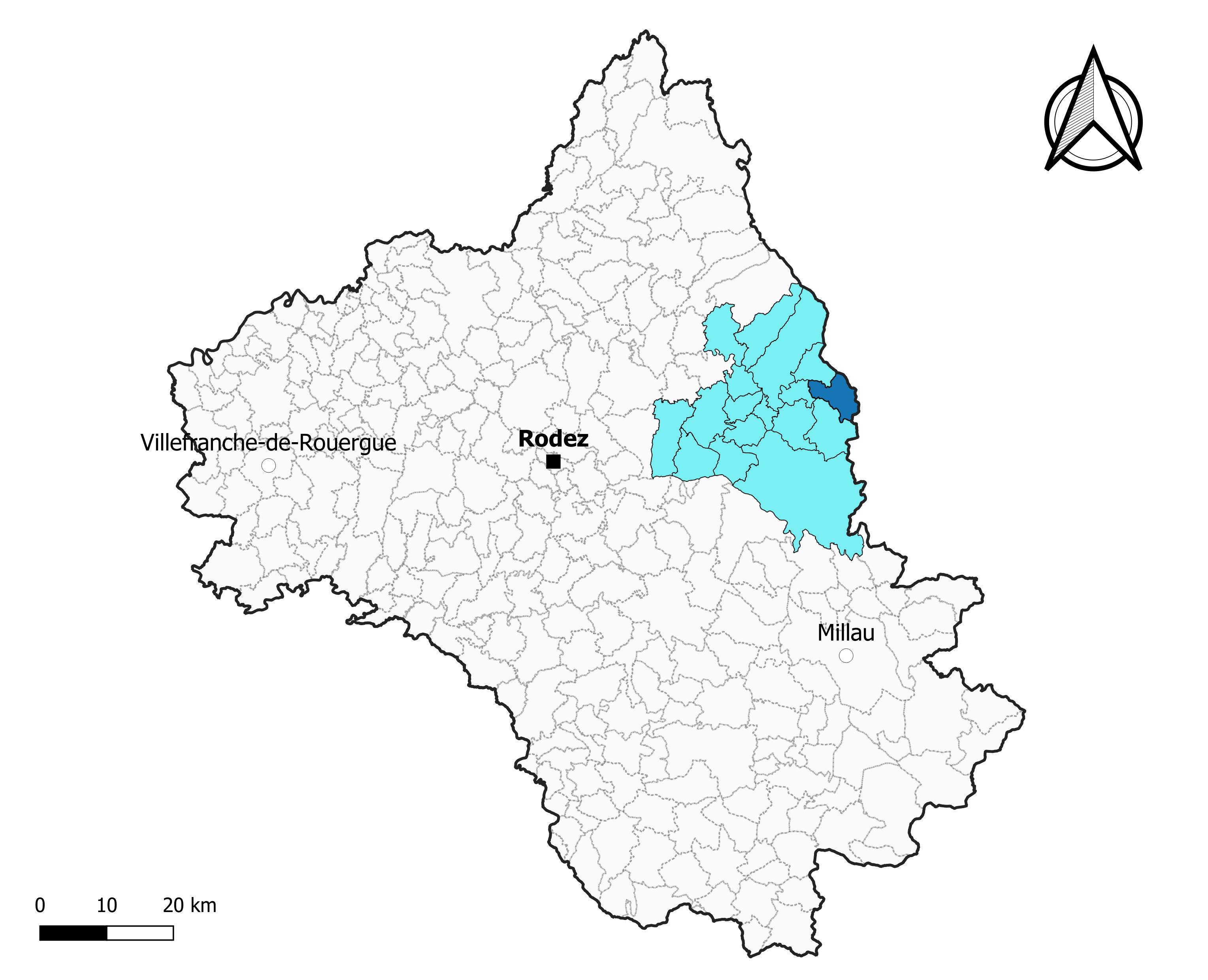
Saint-Laurent-d'Olt dans l'intercommunalité en 2020.
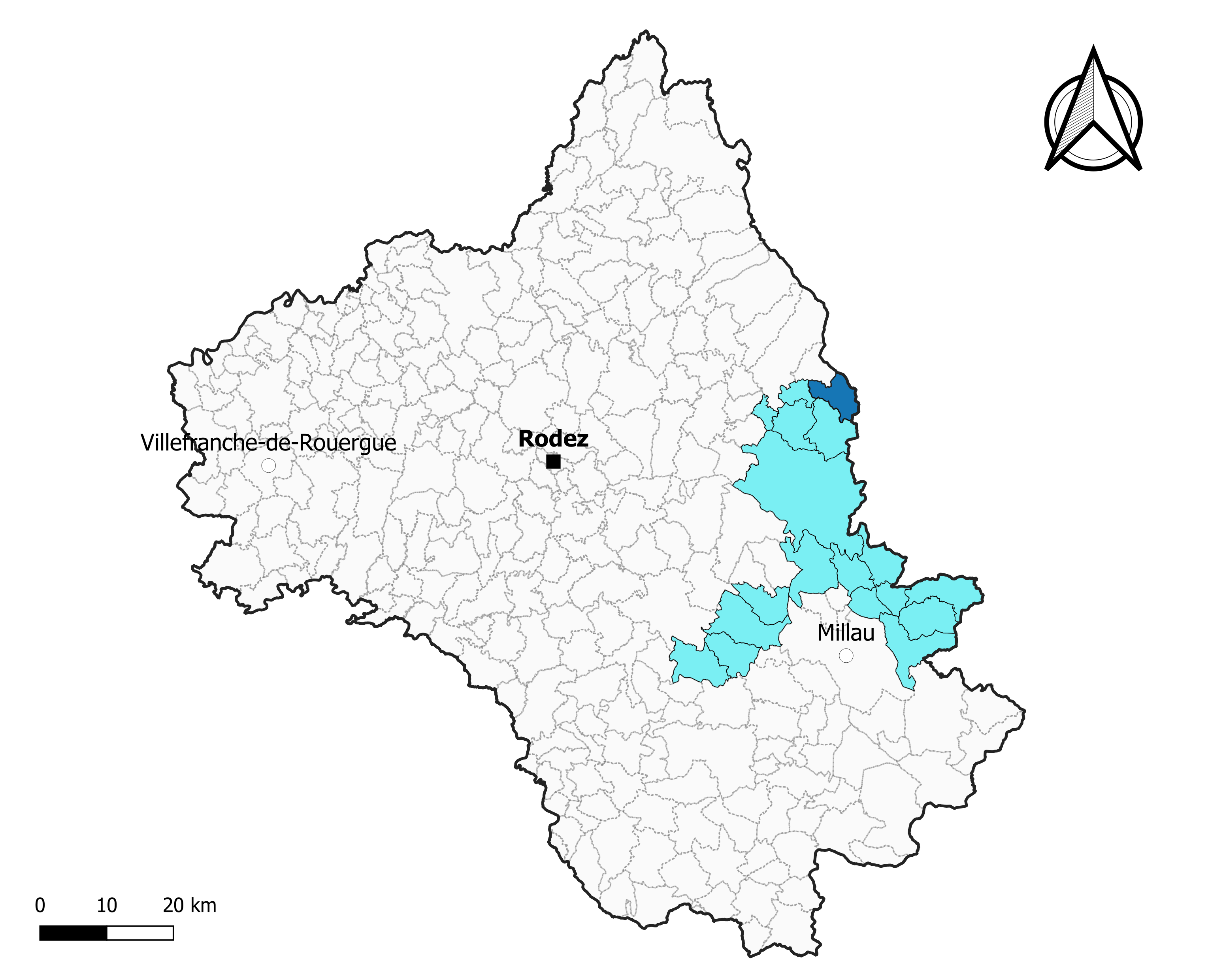
Saint-Laurent-d'Olt dans le canton de Tarn et Causses en 2020.
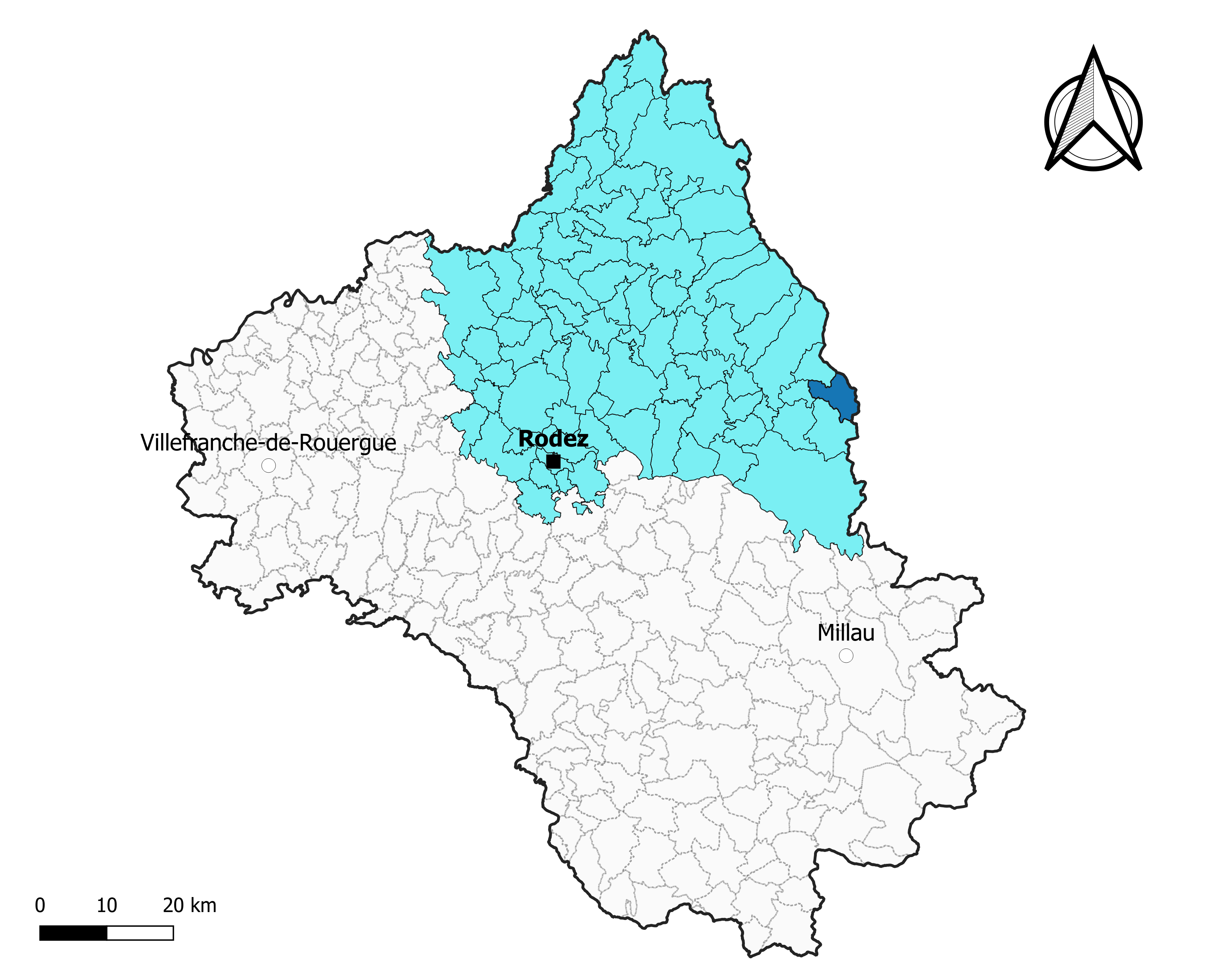
Saint-Laurent-d'Olt dans l'arrondissement de Rodez en 2020.

### Élections municipales et communautaires

#### Élections de 2020
Le conseil municipal de Saint-Laurent-d'Olt, commune de moins de 1 000 habitants, est élu au scrutin majoritaire plurinominal à deux tours avec candidatures isolées ou groupées et possibilité de panachage. Compte tenu de la population communale, le nombre de sièges à pourvoir lors des élections municipales de 2020 est de 15. La totalité des quinze candidats en lice est élue dès le premier tour, le 15 mars 2020, avec un taux de participation de 63,37 %.
Alain Vioulac, maire sortant, est réélu pour un nouveau mandat le 27 mai 2020.
Dans les communes de moins de 1 000 habitants, les conseillers communautaires sont désignés parmi les conseillers municipaux élus en suivant l’ordre du tableau (maire, adjoints puis conseillers municipaux) et dans la limite du nombre de sièges attribués à la commune au sein du conseil communautaire. Deux sièges sont attribués à la commune au sein de la communauté de communes Des Causses à l'Aubrac.

#### Liste des maires
| Période                                  | Période  | Identité         | Étiquette | Qualité                          |
| ---------------------------------------- | -------- | ---------------- | --------- | -------------------------------- |
| 1977                                     | 1983     | Jean Marie Bos   |           | Directeur IME St Laurent d'Olt   |
| 1989                                     | 2001     | Bernard Puel     |           | Retraité de l'Education          |
| 2001                                     | 2008     | Robert Wildemann |           | Directeur IME St Laurent d'Olt   |
| 2008                                     | En cours | Alain Vioulac,   |           | Retraité de la fonction publique |
| Les données manquantes sont à compléter. |          |                  |           |                                  |

## Démographie
L'évolution du nombre d'habitants est connue à travers les recensements de la population effectués dans la commune depuis 1793. Pour les communes de moins de 10 000 habitants, une enquête de recensement portant sur toute la population est réalisée tous les cinq ans, les populations de référence des années intermédiaires étant quant à elles estimées par interpolation ou extrapolation. Pour la commune, le premier recensement exhaustif entrant dans le cadre du nouveau dispositif a été réalisé en 2007.

En 2022, la commune comptait 631 habitants, en évolution de −1,56 % par rapport à 2016 (Aveyron : +0,37 %, France hors Mayotte : +2,11 %).
| 1793  | 1800  | 1806  | 1821  | 1831  | 1836  | 1841  | 1846  | 1851  |
| ----- | ----- | ----- | ----- | ----- | ----- | ----- | ----- | ----- |
| 1 017 | 1 678 | 2 364 | 2 252 | 2 067 | 2 130 | 2 114 | 2 060 | 1 982 |

| 1856  | 1861  | 1866  | 1872  | 1876  | 1881  | 1886  | 1891  | 1896  |
| ----- | ----- | ----- | ----- | ----- | ----- | ----- | ----- | ----- |
| 1 997 | 1 962 | 1 972 | 1 962 | 1 985 | 2 045 | 2 155 | 1 750 | 1 771 |

| 1901  | 1906  | 1911  | 1921  | 1926  | 1931  | 1936  | 1946  | 1954 |
| ----- | ----- | ----- | ----- | ----- | ----- | ----- | ----- | ---- |
| 1 720 | 1 636 | 1 632 | 1 424 | 1 356 | 1 269 | 1 226 | 1 030 | 872  |

| 1962 | 1968 | 1975 | 1982 | 1990 | 1999 | 2006 | 2007 | 2012 |
| ---- | ---- | ---- | ---- | ---- | ---- | ---- | ---- | ---- |
| 759  | 745  | 728  | 658  | 659  | 619  | 647  | 650  | 617  |

| 2017 | 2022 | - | - | - | - | - | - | - |
| ---- | ---- | - | - | - | - | - | - | - |
| 646  | 631  | - | - | - | - | - | - | - |

## Économie

### Revenus
En 2018  (données Insee publiées en septembre 2021), la commune compte 268 ménages fiscaux, regroupant 571 personnes. La médiane du revenu disponible par unité de consommation est de 19 440 € (20 640 € dans le département).

### Emploi
| Division       | 2008  | 2013  | 2018  |
| -------------- | ----- | ----- | ----- |
| Commune        | 4,3 % | 7,6 % | 7,5 % |
| Département    | 5,4 % | 7,1 % | 7,1 % |
| France entière | 8,3 % | 10 %  | 10 %  |

En 2018, la population âgée de 15 à 64 ans s'élève à 321 personnes, parmi lesquelles on compte 68,9 % d'actifs (61,5 % ayant un emploi et 7,5 % de chômeurs) et 31,1 % d'inactifs,. En  2018, le taux de chômage communal (au sens du recensement) des 15-64 ans est supérieur à celui du département, mais inférieur à celui de la France, alors qu'il était inférieur à celui du département et de la France en 2008.
La commune est hors attraction des villes,. Elle compte 211 emplois en 2018, contre 200 en 2013 et 225 en 2008. Le nombre d'actifs ayant un emploi résidant dans la commune est de 206, soit un indicateur de concentration d'emploi de 102,5 % et un taux d'activité parmi les 15 ans ou plus de 41,9 %.
Sur ces 206 actifs de 15 ans ou plus ayant un emploi, 110 travaillent dans la commune, soit 53 % des habitants. Pour se rendre au travail, 77,7 % des habitants utilisent un véhicule personnel ou de fonction à quatre roues, 0,5 % les transports en commun, 6,3 % s'y rendent en deux-roues, à vélo ou à pied et 15,5 % n'ont pas besoin de transport (travail au domicile).

### Activités hors agriculture
56 établissements sont implantés  à Saint-Laurent-d'Olt au 31 décembre 2019. Le tableau ci-dessous en détaille le nombre par secteur d'activité et compare les ratios avec ceux du département,.
| Secteur d'activité                                                                                        | Commune | Commune | Département |
| Secteur d'activité                                                                                        | Nombre  | %       | %           |
| --- | ------- | ------- | ----------- |
| Ensemble                                                                                                  | 56      | 100 %   | (100 %)     |
| Industrie manufacturière, industries extractives et autres                                                | 7       | 12,5 %  | (17,7 %)    |
| Construction                                                                                              | 10      | 17,9 %  | (13 %)      |
| Commerce de gros et de détail, transports, hébergement et restauration                                    | 13      | 23,2 %  | (27,5 %)    |
| Information et communication                                                                              | 2       | 3,6 %   | (1,5 %)     |
| Activités financières et d'assurance                                                                      | 1       | 1,8 %   | (3,4 %)     |
| Activités immobilières                                                                                    | 2       | 3,6 %   | (4,2 %)     |
| Activités spécialisées, scientifiques et techniques et activités de services administratifs et de soutien | 6       | 10,7 %  | (12,4 %)    |
| Administration publique, enseignement, santé humaine et action sociale                                    | 9       | 16,1 %  | (12,7 %)    |
| Autres activités de services                                                                              | 6       | 10,7 %  | (7,8 %)     |

Le secteur du commerce de gros et de détail, des transports, de l'hébergement et de la restauration est prépondérant sur la commune puisqu'il représente 23,2 % du nombre total d'établissements de la commune (13 sur les 56 entreprises implantées  à Saint-Laurent-d'Olt), contre 27,5 % au niveau départemental.

### Agriculture
La commune est dans les Grands Causses, une petite région agricole occupant le sud-est du département de l'Aveyron. En 2020, l'orientation technico-économique de l'agriculture  sur la commune est l'élevage d'ovins ou de caprins. 
|               | 1988 | 2000 | 2010 | 2020  |
| ------------- | ---- | ---- | ---- | ----- |
| Exploitations |      |      |      | 19    |
| SAU (ha)      |      |      |      | 1 026 |

Le nombre d'exploitations agricoles en activité et ayant leur siège dans la commune est de 0 lors du recensement agricole de 1988  à 0 en 2000 puis à 0 en 2010 et enfin à 19 en 2020.

## Culture locale et patrimoine

### Lieux et monuments
- Église Notre-Dame d'Estables  Inscrit MH (2008, L'église en totalité, avec l'escalier d'accès, les murs entourant le cimetière et la calade)[60] du XVe siècle.
- Église Saint-Amans de Bonneterre.
- Église Saint-Laurent de Saint-Laurent-d'Olt.
- Église Saint-Pierre de Canet-d'Olt.

### Château

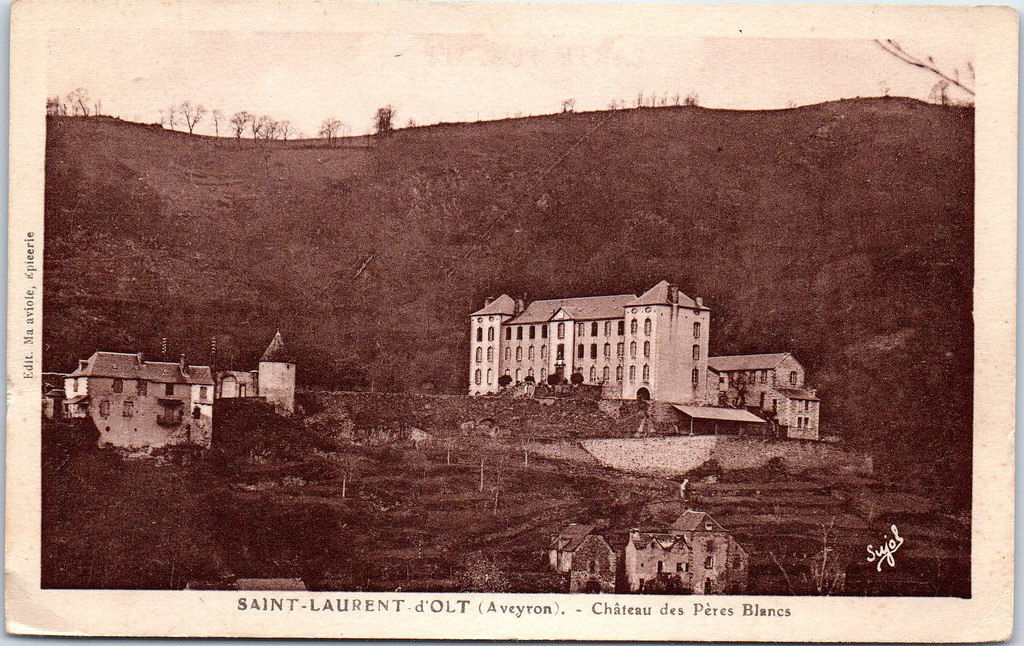
Château de Saint-Laurent-d'Olt: séminaire des Pères blancs (1920).

Le château est connu sous le nom de château des Ormeaux (devenu château des Hermaux). L'édifice actuel date du XVIIIe siècle et du début du XIXe siècle. C'est un bâtiment allongé, encadré de deux pavillons quadrangulaires. Un étage est enterré à flanc de montagne et comporte un escalier pour monter au premier étage. Il arbore des fenêtres ovales, une grande porte dans le même style, avec sur la clé de voûte un motif sculpté en forme de palmes (chambranle de grès rouge), s'encadrant dans la façade du pavillon central, surmontée au niveau du toit d'un fronton triangulaire dans lequel s'ouvre une petite fenêtre. Il est bâti à l'emplacement de l'ancien château féodal de Saint-Laurent, dont quelques vestiges subsistent dans les parties basses de l'aile en retour, face à l'ouest (salle de plonge actuelle), ainsi qu'une petite tour ronde appartenant jadis, aux défenses de la porte principale de l'enceinte.
Antoine Alexis Valette était propriétaire en 1781, sa famille le possédait encore en 1878. En 1884, les dernières Valette des Hermaux, la comtesse de Verthamar et la comtesse de Perpignan,  vendirent le château et ses dépendances à la société civile des orphelinats agricoles d'Algérie (gérée par les Pères blancs) dont le siège social était à Maison-Carrée (à côté d'Alger). Sous l'impulsion du cardinal Lavigerie on y ouvrit une école de garçons en vue des missions d'Afrique. Après la dissolution de la société en 1906, dans le cadre des lois anticléricales de la IIIe République, le château fut vendu aux enchères en 1910, et adjugé à monsieur Henri Bazire, avocat à Paris, dans l'attente de jours meilleurs. Après la guerre, ce dernier le vendit en 1919 au R.P. Marc Au, de la Société des missionnaires d'Afrique (Pères blancs), domicilié à Saint-Laurent, pour y établir un noviciat de Pères blancs. En 1948, ils y installèrent une maison de retraite. En 1955, ils furent contraints de vendre le château, qui servit de cadre pendant quelques années, à des colonies de vacances du Bassin Houiller. Puis la CAF de l'Aveyron l'acheta pour le transformer en maison de vacances pour familles. Ce fut l'OPEPA qui l'acheta en 1962.

### Personnalités liées à la commune
- Barthélémy Robert de Nogaret (13 octobre 1727 - Saint-Laurent-d'Olt † 20 avril 1789 - Saint-Laurent-d'Olt), Conseiller maître en la cour des aides de Montpellier, père de Pierre Barthélémy de Nogaret.
- Pierre Barthélémy Joseph, baron de Nogaret (29 juin 1762 - Marvejols † 31 août 1841 - Saint-Laurent-d'Olt), homme politique et haut fonctionnaire français.
- Abbé Aimé Vayssier (1821-1874), prêtre, lexicographe, auteur d'un Dictionnaire patois-français du département de l'Aveyron.
- Gabriel Vidal de Saint-Urbain (1854-1925) député français, mort à Saint-Laurent.
- Joan Bodon, (1920-1975), est un romancier qui a écrit toute son œuvre en occitan. Il fut instituteur itinérant agricole à Saint-Laurent-d'Olt de 1955 à 1967.
- Le village est évoqué dans le livre Les Racines du mal de Maurice G. Dantec.

### Héraldique
| Blason de la commune de Saint-Laurent-d'Olt | Les armes de la commune de Saint-Laurent-d'Olt se blasonnent ainsi : D'azur à la bande accostée de deux lévriers courant en bande et de douze étoiles ordonnées 6 et 6 en orle près du chef et de la pointe de la bande, le tout d'argent. |